# Polybia nausica
Polybia nausica är en getingart som beskrevs av Richards 1951. Polybia nausica ingår i släktet Polybia och familjen getingar. Inga underarter finns listade i Catalogue of Life.